# Wikariat Milagres
Wikariat Milagres − jeden z 9 wikariatów diecezji Leiria-Fátima, składający się z 8 parafii:
- Parafia św. Pawła Apostoła w Amor
- Parafia św. Małgorzaty w Arrabal
- Parafia Niepokalanego Serca Najświętszej Maryi Panny w Bidoeira de Cima
- Parafia Matki Bożej Bolesnej w Boavista
- Parafia św. Krzysztofa w Caranguejeira
- Parafia Pana Jezusa Cudów w Milagres
- Parafia św. Sebastiana w Regueira de Pontes
- Parafia Niepokalanego Poczęcia Najświętszej Maryi Panny w Santa Eufémia